# Glemseck 101
Das Glemseck 101 ist ein Motorradtreffen, das seit 2005 an der ehemaligen Solitude-Rennstrecke am Hotel Glemseck mit dem dortigen Bikertreff in Leonberg bei Stuttgart stattfindet. Es findet üblicherweise am ersten September-Wochenende statt. Es hat sich mit über 40.000 Besuchern zu einem der größten Motorradtreffen Europas entwickelt. Das Motorradfestival wird als das „größte markenübergreifende Motorradtreffen in Deutschland und das wichtigste für Liebhaber von Cafe Racern und Custombikes“, als „Treffpunkt für Designer, Entwickler, Konstrukteure und Fans“ beschrieben.

## Programm
- 1/8-Meile-Sprints auf der Start-Zielgeraden der ehemaligen Solitude-Rennstrecke
- Schaufahrten
- Händlermeile
- Probefahrten
- Livemusik mit Rock & Rockabilly Bands
- Fahrzeugpräsentationen
- Bühnenprogramm
- Zulassungsservice
- Motorradgottesdienst und Christian Village[5]
- Motorradverlosung[6]
- Camping
- Gastronomie